# Rila Point
Rila Point är en udde i Antarktis. Den ligger i Sydshetlandsöarna. Argentina, Chile och Storbritannien gör anspråk på området.
Terrängen inåt land är varierad. Havet är nära Rila Point åt nordost. Trakten är glest befolkad. Närmaste befolkade plats är Captain Arturo Prat base, 19,9 kilometer nordost om Rila Point. 